# Pylorusstenose
Die Pylorusstenose oder Pförtnerverengerung, auch Magenausgangsstenose, beschreibt eine Verengung im Bereich des Magenausganges. Diese kann angeboren oder erworben sein. Sie führt zu einer gestörten Fortleitung des Mageninhalts in den Zwölffingerdarm und somit zu unstillbarem Erbrechen. Die Behandlung besteht in der Regel in einer operativen Korrektur der Engstelle.

## Angeborene Pylorusstenose
Beim Magenpförtnerkrampf oder Pylorospasmus (Pylorusmyohypertrophie; englisch: Pylorospasm) öffnet sich der Pylorus, der Muskel, der den Magen zum Zwölffingerdarm abschließt, dauerhaft nicht und lässt den Mageninhalt nicht mehr passieren. Die andauernde Verkrampfung bewirkt über die Zeit eine Verdickung des Muskels.

### Vorkommen und Ursachen
Die bereits Ende des 18. und in der ersten Hälfte des 19. Jahrhunderts als Krankheitsbild gelegentlich beschriebene Erkrankung erlangte erst 1887 mit einem Vortrag des dänischen Kinderarztes Harald Hirschsprung vor der Deutschen Gesellschaft für Kinderheilkunde vermehrte Aufmerksamkeit. Die Pylorusstenose ist bereits mit der Geburt angelegt und kommt familiär gehäuft vor (evtl. erblich). Die Ursachen sind bislang ungeklärt. Zu finden ist die Krankheit vor allem bei West- und Nordeuropäern mit einer Häufigkeit von 1:300, selten bei Asiaten und fast nie bei Afrikanern. Der Erkrankungsgipfel liegt bei drei Wochen nach der Geburt. Die Krankheit tritt besonders bei den erstgeborenen Jungen auf (Verhältnis Jungen : Mädchen: 4-5 : 1).

### Symptome
Der Säugling erbricht (nicht gallig) etwa eine halbe Stunde nach der Mahlzeit die Nahrung schwallartig teilweise oder vollständig. Durch die Magenreizung können sich im Erbrochenen Blutfäden befinden. Danach sucht er wieder nach Nahrung. Direkt nach einer Mahlzeit können gesteigerte Magenbewegungen (Peristaltik) auf der Bauchoberfläche im Oberbauch beobachtet werden. Teilweise ist der vergrößerte Pylorus tastbar. Die betroffenen Kinder sind durch die behinderte Nahrungspassage unterernährt, untergewichtig, ständig hungrig und entsprechend unzufrieden. Sie setzen Hungerstühle von geringer Masse in hoher Frequenz ab.

### Risiken
Die fehlende Nahrungsaufnahme und das wiederholte Erbrechen kann zu ausgeprägten Entgleisungen des Stoffwechsels (z. B. metabolische Alkalose  durch den Verlust von Magensäure; bis hin zum „Coma pyloricum“) und Austrocknung führen. Daher ist oftmals eine Zuführung von Flüssigkeiten durch Infusion erforderlich.

### Diagnose
Die Diagnose wird anhand der Symptome und mittels Ultraschall, der den hypertrophen Pylorusmuskel sichtbar macht, gestellt. Infolge des Erbrechens besteht wegen des Magensaftverlustes ein Chloridmangel, der zu einer Störung des Säure-Basen-Haushaltes im Sinne einer metabolischen Alkalose führt. Aufgrund der Alkalose wird vermehrt Kalium aus dem Blut in Zellen aufgenommen, sodass es zu einer Hypokaliämie kommt.
In klinisch unklaren Fällen kann eine Röntgen-Diagnostik durchgeführt werden. Auf der Abdomen-Übersichtsaufnahme ist eine große Magenblase auffällig. Die Diagnose zur Abgrenzung ähnlicher Erkrankungen lässt sich durch Magen-Darm-Passage von Kontrastmittel sichern.

### Therapie

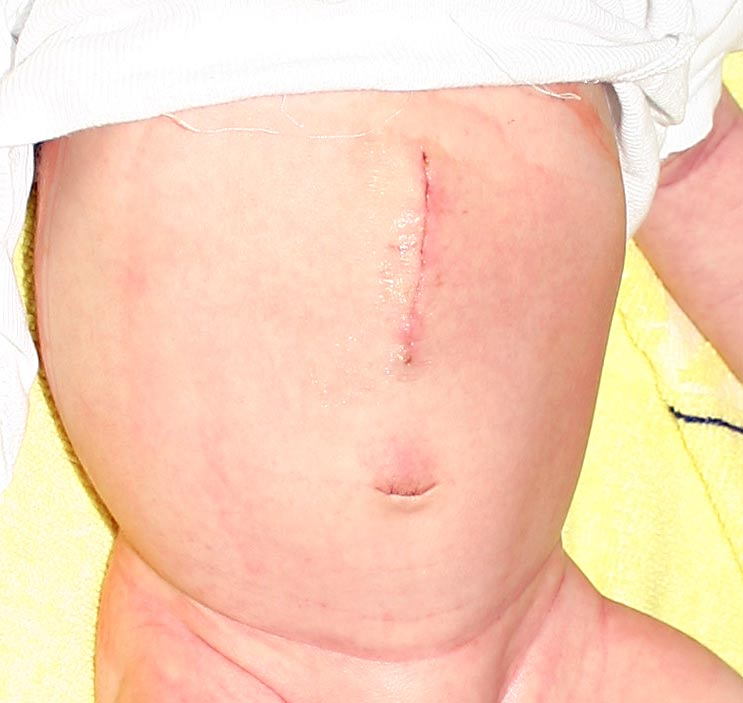
Vertikale Operationsnarbe 30 Stunden nach OP

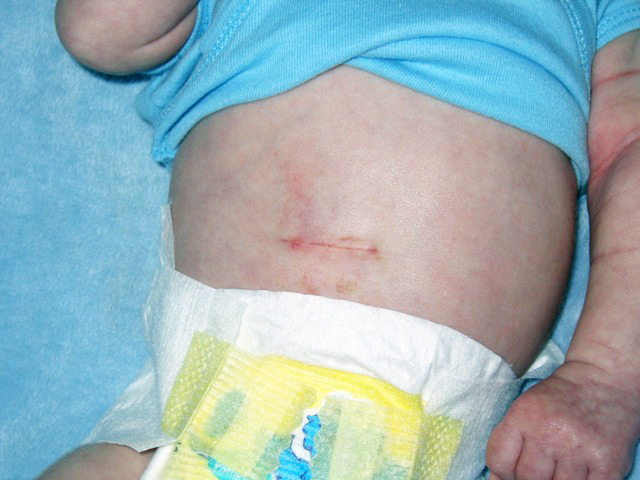
Horizontale Operationsnarbe 10 Tage nach OP

#### Konservativ
Bis zur definitiven operativen Therapie erfolgt die Korrektur der bei chronischem Erbrechen häufigen Austrocknung und der Alkalose. Weiterhin Spasmolytika und kleine Mahlzeiten.

#### Operativ
Die Pylorusstenose wird fast ausschließlich operativ, etwa über eine Laparotomie, behandelt. Die erste erfolgreiche Operation der Erkrankung wurde 1898 von W. Abel mit Anlage einer Gastroenterostomie durchgeführt. Bei dem seit 1910 verbesserten Eingriff wird heute der Magenpförtner bis zur Mukosa, die erhalten bleibt, längs gespalten (Pyloromyotomie nach Weber-Ramstedt). Bereits einige Stunden nach der OP kann der Säugling wieder an die normale Ernährung gewöhnt werden.

### Differentialdiagnose
Abzugrenzen sind andere Veränderungen mit Behinderung der Magenentleerung, z. B. duodenale Obstruktion, im Rahmen einer Malrotation des Darmes oder seltener eine Pylorusatresie.
Eine Erkrankung mit ähnlichen Symptomen ist das adrenogenitale Syndrom (AGS). Das Erbrechen ist jedoch meistens „schlaff“. Im Gegensatz zur Pylorusstenose ist beim AGS der Kaliumwert im Blut jedoch normal oder erhöht.

## Erworbene Pylorusstenose

### Ursachen
Eine erworbene Pylorusstenose oder -striktur kann durch Entzündungen, Magen- bzw. Duodenalulzera oder Tumore des Magens und auch angrenzender Organe entstehen. In der Regel entsteht die jedoch idiopathisch, d. h. ohne erkennbare Ursache. Es besteht eine deutlich höhere Inzidenz bei Jungen, sodass eine genetische Komponente wahrscheinlich ist.

### Symptome
Stase des Speisebreis, Foetor, Erbrechen, Exsikkose, hypochlorämische Alkalose, deutliche Magenperistaltik, Schwäche, Marasmus beziehungsweise Kachexie

### Diagnose
Meist wird die Diagnose anhand der sehr typischen Symptomkonstellation sowie einer anschließenden Ultraschalluntersuchung gestellt. Hierbei erfolgt eine Messung der Wanddicke sowie der Länge des Pylorus und eine Beurteilung der Peristaltik im Magen, die bei Vorliegen einer Pylorushypertrophie eine retrograde, also rückwärtsgerichtete, Bewegung des Speisebreis im Magen zeigt. Zusätzlich wird eine Bestimmung der Elektrolyte im Blut durchgeführt, wobei vor allem der Chloridspiegel sowie der Basenüberschuss entscheidend ist. Kommt eine sekundäre Ursache in Betracht, so ist oft eine Gastroduodenoskopie (Magenspiegelung) oder ein anderes bildgebendes Verfahren zu wählen, vorzugsweise die Kernspintomographie.

### Therapie
Eine absolute Stenose des Magenausgangs muss dringend operiert werden. Entsprechend der zugrundeliegenden Krankheit stehen unterschiedliche operative Verfahren zur Verfügung (Pyloroplastik, Resektionen, Gastrektomie, kephale Duodenopankreatektomie).